# برايان دييغو فوينتيس
برايان دييغو فوينتيس (بالإسبانية: Brian Diego Fuentes)‏ (4 مارس 1976 ببوينس آيرس في الأرجنتين - ) هو لاعب كرة قدم أرجنتيني في مركز الهجوم. لعب مع أرسنال ساراندي وألماجرو وبانفيلد وتاليريس وريفر بليت وكروز آزول ونادي أونياو دا ماديرا ونادي زامورا ونادي سلاغور ونادي فوجيا ونويفا شيكاجو وديبورتيفو مورون ‏ ونادي أتليتيكو سان تيلمو وA.D. Berazategui ‏ وسبورتيفو إيطاليانو ‏.

## وصلات خارجية
- برايان دييغو فوينتيس على موقع قاعدة بيانات كرة القدم.إي يو (الإنجليزية)